# Лера (коммуна)
Лера́ (фр. Leyrat, окс. Lairac) — коммуна во Франции, находится в регионе Лимузен. Департамент коммуны — Крёз. Входит в состав кантона Буссак. Округ коммуны — Гере.
Код INSEE коммуны — 23108.

## Население
Население коммуны на 2010 год составляло 155 человек.
| 1962 | 1968 | 1975 | 1982 | 1990 | 1999 | 2010 |
| ---- | ---- | ---- | ---- | ---- | ---- | ---- |
| 311  | 304  | 243  | 215  | 193  | 175  | 155  |

## Экономика
В 2010 году среди 101 человека трудоспособного возраста (15—64 лет) 70 были экономически активными, 31 — неактивными (показатель активности — 69,3 %, в 1999 году было 63,4 %). Из 70 активных жителей работали 61 человек (35 мужчин и 26 женщин), безработных было 9 (4 мужчины и 5 женщин). Среди 31 неактивных 9 человек были учениками или студентами, 11 — пенсионерами, 11 были неактивными по другим причинам.